# Кангпху-Канг
Кангпху-Канг, (Kangphu Kang, Shimokangri) (7204 м) — вершина в центральной части Гималаев, высокий пик в 12 км к юго-востоку от Тонгшанджиабу (7207 м). Расположена на границе Бутана и Тибетского автономного района КНР . 107-я по высоте вершина в мире и пятая по высоте вершина Бутана. На протянувшемся в широтном направлении двухкилометровом гребне горы расположены две неясно выделяющиеся вершины: Кангпху-Канг Западная (7207 м) и Кангпху-Канг I (7206 м). В трёх километрах к юго-востоку от основного гребня расположен Кангпху-Канг II (6945 м) и в 5 км к юго-западу Джеджекангпху-Канг (6965 м), между которыми расположена крутая 2200-метровая не пройденная южная стена Кангпху-Канга.
Кангпху-Канг покорён 29 августа 2002 года южнокорейской экспедицией с севера из Тибета (Бутан запретил восхождения на вершину по религиозным соображениям).